# Liocourt
Liocourt település Franciaországban, Moselle megyében. Lakosainak száma 143 fő (2022. január 1.). Liocourt Alaincourt-la-Côte, Foville, Juville és Xocourt községekkel határos.

## Népesség
A település népességének változása:
| Lakosok száma | 122  | 129  | 107  | 140  | 145  | 139  | 136  | 138  | 141  | 143  |
|               | 1968 | 1982 | 1990 | 2006 | 2013 | 2015 | 2017 | 2019 | 2020 | 2022 |